# Chick Corea

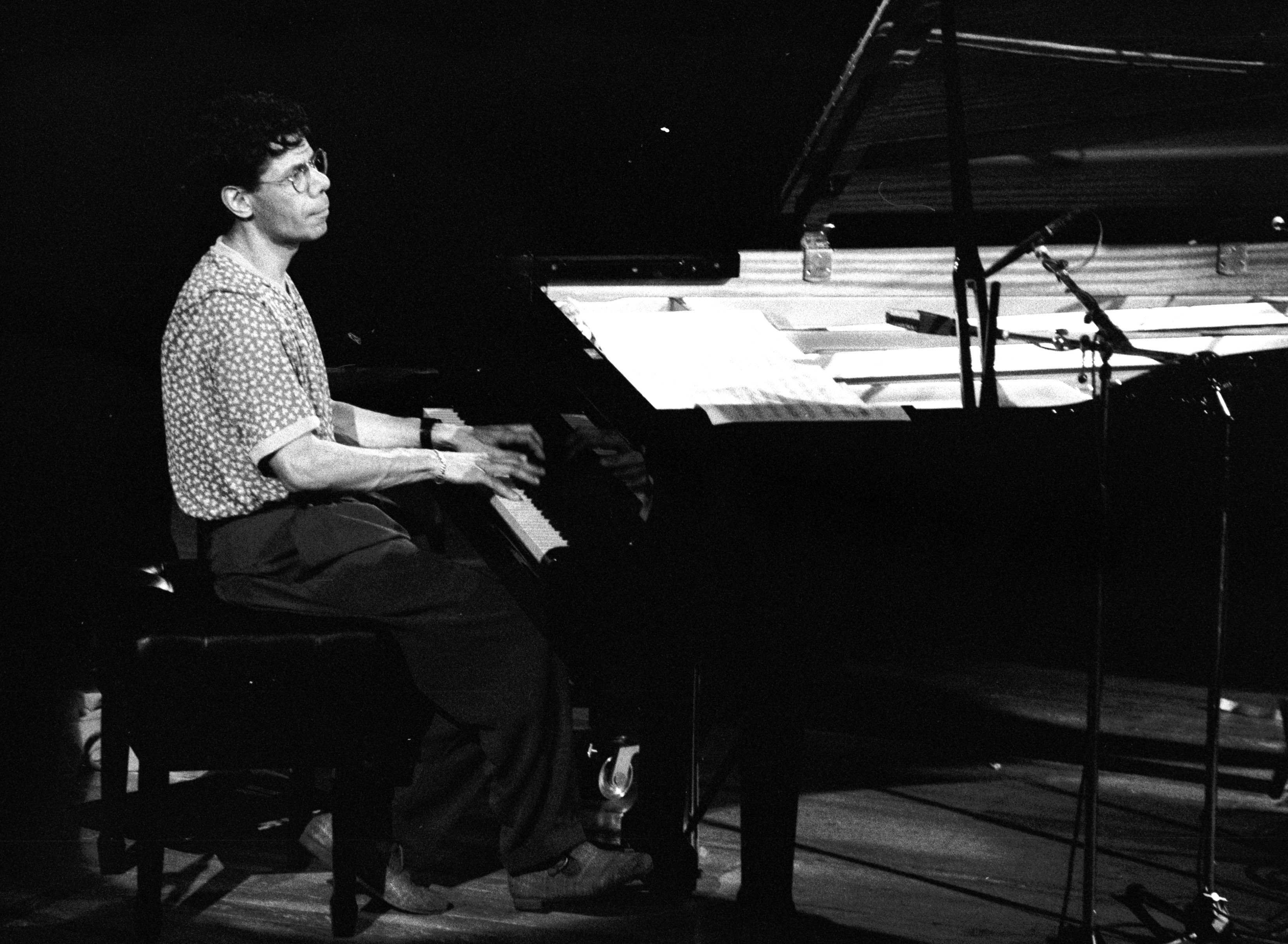
1992-ben

Armando Anthony „Chick” Corea (Chelsea, Massachusetts, 1941. június 12. – 2021. február 9.) többszörös Grammy-díjas amerikai jazz-zongorista és zeneszerző. Miles Davis  zenésztársaként, majd a Return to Forever vezetőjeként a fúziós zene egyik úttörője.

## Pályakép
Corea a massachusettsi Chelsea-ben született, félig spanyol, félig olasz származású. Apja, Armando jazztrombitás volt, aki az 1930–40-es években egy dixielandegyüttest vezetett Bostonban. Már négyévesen megismertette fiát a zongorával. Egészen fiatal korától fogva napi szinten körülvette a jazz, az akkori bebop műfajt művelő csillagok zenéje későbbi munkásságára is kihatott.
Dizzy Gillespie, Charlie Parker, Bud Powell, Horace Silver és Lester Young nevét már az általános iskola első osztályában is jobban ismerte, mint bármely diáktársa. Nyolcévesen már dobolni tanult, amit később zongorajátékában is viszonthallhatunk, saját egyedi ritmusvariációi, melyekben a zongorát ütős hangszerként használja, a mai napig jellegzetes Corea stílusjegyek.
„Boston jazzörökségét hallhatják a bemutatásában” – vélekednek róla egyes nagy dzsessz-zenész társak. Nagy hatással volt zenei pályafutására Salvatore Sullo hangverseny-zongorista, akit először nyolcéves korában hallott játszani. Később megismertette őt a klasszikus zenével és bevezette a zenei fogalmazás művészetébe. Eleinte nagy zenészek műveit játszotta szülővárosában, zenekarokat alakított, és a bebop stílusában feldolgozásokat készítettek. Fellépéseikor apja hagyományait folytatva, ragaszkodott a fekete szmoking viseléséhez.
Első saját számokat is játszó triójában találkozott Bill Fitch dobossal, aki megismertette őt a latin zenével.
Később New Yorkba költözött, ahol Peter Schickele tanította. Élvezte a nagyváros zenei zsongását, ami majd a szakmai előmenetelének lett kezdő állomása.
Az 1960-as években kezdték megismerni a nevét. Együtt játszott Blue Mitchell trombitással, Herbie Mannal, Willie Bobóval és Mongo Santamaríával.
1968-ban belépett Miles Davis együttesébe, és néhány kiemelkedő albumán közreműködött. Miles Davies után 1970-ben Dave Holland és Barry Altschul mellett akusztikus free dzsesszel kísérletezett. Számos jelentős felvételt készítettek.
1971-ben jött létre a latin fúziós zene fontos képviselőjével a Return To Forever,  melyben a hetvenes évek végéig Chick Corea mellett Stanley Clarke, Al Di Meola, Lenny White, majd Airto Moreira, Stanley Clarke, Joe Farrell és Flora Purim szerepelt.
A 80-as évek elején Chick Corea főként a zeneszerzéssel foglalkozott, emellett Herbie Hancock és Michael Brecker zenészekkel játszott. Aztán megalakította a fúziós zenét játszó Electric Bandet.
Hetvenötször jelölték Grammy-díjra és ebből 28 alkalommal nyerte el.

„Kedveltem a latin zene műfajvonásait, különösen a táncot és salsa stíluszenét. A kubai tánczene egyfajta ellenszer volt a komolyabb, heves jazz utáni kiégettségemre. Kedveltem az efféle zenék szórakoztató stílusát és bőségét. Mindig tovább és tovább érdeklődtem a latin zenei világban, míg egy napon felfedeztem a spanyol latin zenét, a flamencót.”

## Diszkográfia

### Szólólemezek
(válogatás)
- 1966: Tones for Joan’s Bones
- 1968: Now He Sings, Now He Sobs
- 1969: Sundance
- 1970: The Song of Singing
- 1971: Piano Improvisations, Vol. 1 & 2
- 1976: The Leprechaun
- 1976: My Spanish Heart
- 1978: Friends
- 1978: The Mad Hatter
- 1978: Secret Agent
- 1979: Delphi
- 1980: Tap Step
- 1981: Three Quartets
- 1982: Again and Again (+ Steve Kujala, Carles Benavent, Don Alias, Tom Brechtlein)
- 1984: Children’s Songs
- 1984: Voyage (+ Steve Kujala)
- 1989: Happy Anniversary Charlie Brown
- 1996: The Mozart Sessions
- 1999: Corea Concerto (+ London Philharmonic)
- 2001: Past, Present & Futures
- 2003: Rendezvous in New York
- 2005: Rhumba Flamenco
- 2006: The Ultimate Adventure
- 2007: Super Trio (Steve Gadd und Christian McBride)
- 2007: 5trios – 1. Dr. Joe (+ Antonio Sánchez, John Patitucci)
- 2007: 5trios – 2. From Miles (+ Eddie Gomez, Jack DeJohnette)
- 2007: 5trios – 3. Chillin’ in Chelan (+ Christian McBride, Jeff Ballard)
- 2007: 5trios – 4. The Boston Three Party (+ Eddie Gomez, Airto Moreira)
- 2007: 5trios – 5. Brooklyn, Paris to Clearwater (+ Hadrien Feraud, Richie Barshay)
- 2008: Duet: Chick and Hiromi (+ Hiromi Uehara)

## Díjak
| Év   | Díj                                           | Album/dal                                                                                                  |
| ---- | --------------------------------------------- | --- |
| 1976 | Best jazz instrumental performance, group     | No Mystery (a Return to Foreverrel)                                                                        |
| 1977 | Best arrangement of an instrumental recording | „Leprechaun's Dream”, The Leprechaun                                                                       |
| 1977 | Best jazz instrumental performance, group     | The Leprechaun                                                                                             |
| 1979 | Best jazz instrumental performance, group     | Friends |
| 1980 | Best jazz instrumental performance, group     | Duet (Gary Burtonnal)                                                                                      |
| 1982 | Best jazz instrumental performance, group     | In Concert, Zürich, 1979. október 28. (Gary Burtonnal)                                                     |
| 1989 | Best R&B instrumental performance             | „Light Years”, GRP Super Live In Concert (az Elektric Banddel)                                             |
| 1990 | Best jazz instrumental performance, group     | Akoustic Band (az Akoustic Banddel)                                                                        |
| 2000 | Best instrumental solo                        | „Rhumbata”, Native Sense (Gary Burtonnal)                                                                  |
| 2001 | Best jazz instrumental performance            | Like Minds (Gary Burton, Pat Metheny, Roy Haynes és Dave Holland)                                          |
| 2002 | Best instrumental arrangement                 | „Spain for Sextet & Orchestra”, Corea.Concerto                                                             |
| 2004 | Best jazz instrumental solo                   | „Matrix”                                                                                                   |
| 2007 | Best jazz instrumental performance, group     | „The Ultimate Adventure”                                                                                   |
| 2008 | Best jazz instrumental album                  | The New Crystal Silence (Gary Burtonnal)                                                                   |
| 2010 | Best jazz instrumental album                  | Five Peace Band – Live (John McLaughlinnal, Kenny Garrett-tel, Christian McBride-del, Vinnie Colaiuta-val) |